# ATE Xa
Die ATE Xa war eine Tenderlokomotive der k.k. privilegierten Aussig-Teplitzer Eisenbahn (ATE).

## Geschichte
Die Lokomotive war 1870 von Krauss & Cie in München für die Österreichische Nordwestbahn (ÖNWB) als Baulokomotive geliefert worden. Die ATE erwarb das Fahrzeug schließlich 1899 von der Prager Baufirma Schön & Söhne, die den Bau des Abschnittes Leitmeritz–Böhmisch Leipa der Nordböhmischen Transversalbahn übernommen hatte. Die ATE gab ihr in Zweitbesetzung die Bahnnummer 8 und den Namen KRAUSS. Zur Unterscheidung von den schon vorhandenen Lokalbahnlokomotiven der Reihe X erhielt sie die Reihenbezeichnung Xa.
Die ATE verwendete die Lokomotive zunächst als Baulokomotive auf der Lokalbahn Böhmisch Leipa–Niemes, die in den Jahren 1899/1900 als Teil der neuen Nordböhmischen Transversalbahn für den vorgesehenen durchgehenden Hauptbahnbetrieb hergerichtet wurde. Nach dem Ende der Bauarbeiten nutzte man sie in den Werkstätten der ATE in Aussig als Rangierlokomotive. Im Zuge einer Generalreparatur erhielt sie 1901 einen neuen Kessel, der von der Wiener Neustädter Lokomotivfabrik mit der Fabriknummer 4416 geliefert wurde.
Nach der Verstaatlichung der ATE im Jahr 1923 und deren Übernahme in die Tschechoslowakischen Staatsbahnen (ČSD) erhielt sie keine ČSD-Nummer mehr. Die ČSD verkaufte sie 1924 an die Zuckerfabrik in Kralupy, wo man sie fortan für den innerbetrieblichen Verschub verwendete. Als sie dort 1958 nach einer nicht bestandenen Kesselprüfung ausgesondert und verschrottet wurde, war sie insgesamt 88 Dienstjahre in Betrieb gewesen.